# Hipoglikemia

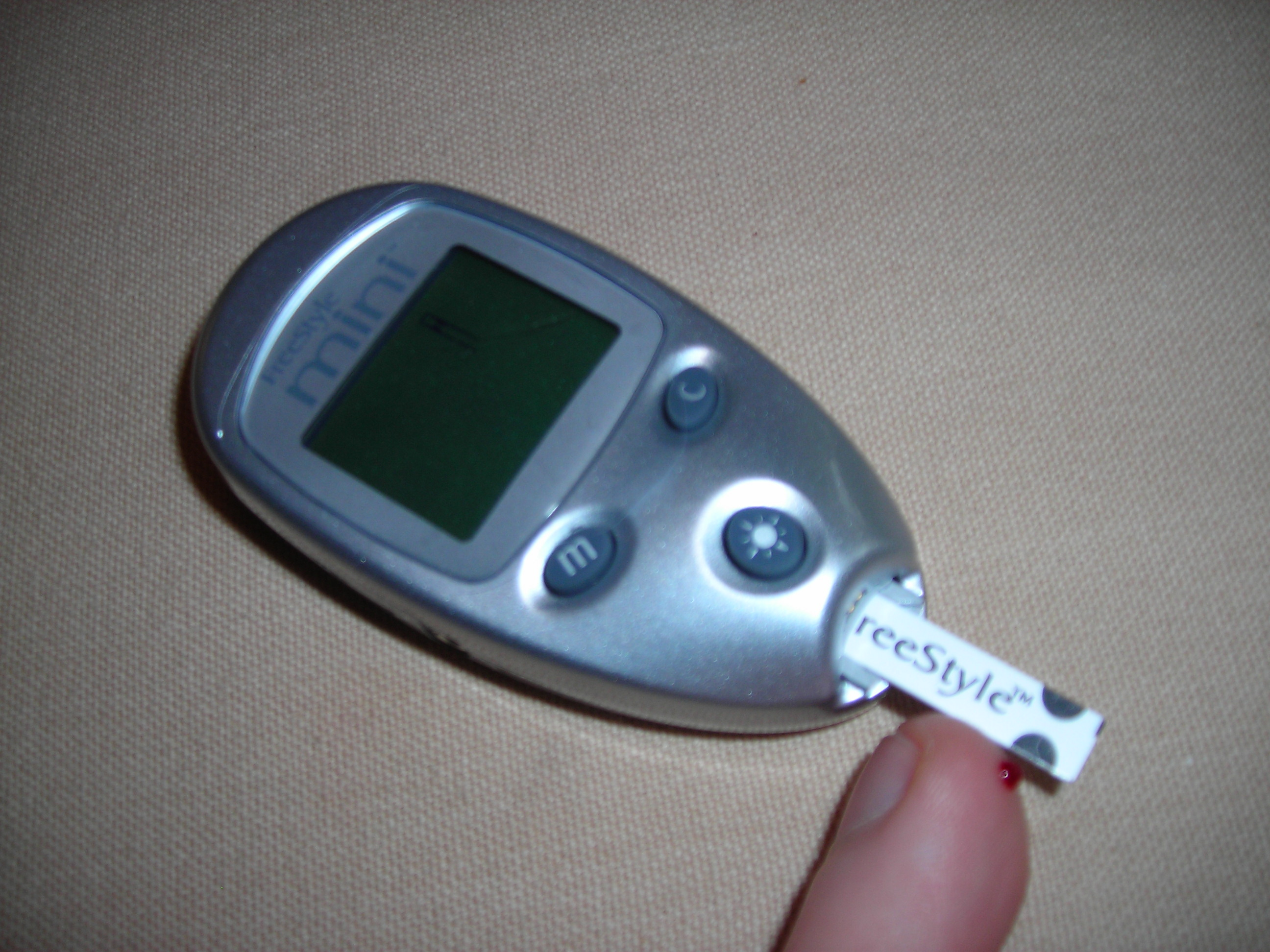
Pomiar stężenia cukru

Hipoglikemia (łac. hypoglycaemia), inaczej niedocukrzenie – stan, w którym ilość glukozy we krwi (poza żyłą wrotną) spada poniżej 3,9 mmol/l (70 mg/dl). Hipoglikemię rozpoznaje się przy obniżeniu stężenia glukozy we krwi poniżej 3,9 mmol/l, niezależnie od występowania objawów klinicznych, które u części osób, zwłaszcza chorujących od wielu lat na cukrzycę typu 1, mogą pojawiać się dopiero przy niższych wartościach glikemii. Pełnoobjawowa hipoglikemia występuje zwykle przy stężeniu poniżej 2,2 mmol/l (40 mg/dl) jednak pierwsze objawy rozpoczynają się zazwyczaj przy stężeniu poniżej 3,0 mmol/l (54 mg/dl) – klinicznie istotna hipoglikemia. Hipoglikemia może być przyczyną śmierci.

## Przyczyny

### Egzogenne (zwykle u chorych nacukrzycę)
- niedożywienie lub głodzenie
- względne lub bezwzględne przedawkowanie insuliny lub doustnych leków przeciwcukrzycowych
- interakcje wyżej wymienionych leków z innymi lekami
- znaczny wysiłek
- spożycie alkoholu (u osób zdrowych również, zwłaszcza po spożyciu na czczo)

### Hipoglikemia na czczo
- insulinoma i inne nowotwory
- ektopowe wydzielanie jednego z peptydów insulinopodobnych
- niewydolność wątroby
- niewydolność kory nadnerczy (np. w chorobie Addisona) lub przysadki mózgowej
- glikogenozy
- nesidioblastoza
- choroby nerek powodujące glukozurię

### Hipoglikemia poposiłkowa (reaktywna)
- wczesny okres cukrzycy
- zaburzenia opróżniania żołądkowego[2]
- zespół poresekcyjny (dumping syndrome) po resekcji żołądka
- rzadkie defekty genetyczne

## Objawy
- ze strony układu przywspółczulnego:
  - silne uczucie głodu
  - osłabienie
  - nudności i wymioty
- ze strony układu współczulnego:
  - niepokój
  - zlewne poty
  - tachykardia
  - drżenie i wzrost napięcia mięśniowego
  - rozszerzenie źrenic
- ze strony ośrodkowego układu nerwowego:
  - „endokrynny zespół psychotyczny” (depresja, dysforia, splątanie, zaburzenia koncentracji)
  - zaburzenia koordynacji ruchowej
  - wystąpienie prymitywnych automatyzmów
  - drgawki
  - objawy ogniskowe
  - senność
  - śpiączka
  - podwójne widzenie
  - zaburzenia oddechu
  - zaburzenia krążenia.

Odczuwanie hipoglikemii jest zależne od obszarów mózgu (niedocukrzenie odczuwa przede wszystkim jądro podstawno-brzuszne nadwzgórza)

## Diagnostyka
Hipoglikemię różnicuje się z zaburzeniami psychicznymi, padaczką, udarem mózgu i innymi schorzeniami.
Jeśli w przypadku stwierdzonej hipoglikemii nie stwierdzi się cukrzycy, prowadzi się dalszą diagnostykę w celu ustalenia przyczyny.
Po ciężkim przypadku wykonuje się często EEG mózgu, w celu sprawdzenia prawidłowości w jego działaniu po wstrząsie.

## Skutki zdrowotne
Skutki zdrowotne hipoglikemii mogą być bardzo poważne, znaczny spadek poziomu cukru we krwi (poniżej 20 mg%) może być nawet przyczyną śmierci – wstrząsu hipoglikemicznego.
Na powikłania spowodowane niedocukrzeniem narażone są głównie osoby chore na cukrzycę (głównie typu pierwszego) oraz osoby z zaburzeniami endokrynologicznymi – hiperprodukcją insuliny lub zmniejszonym wydzielaniem glukagonu (hormonu antagonistycznego względem niej). Mózg potrzebuje glukozy (blisko 150 gramów dziennie), a nie ma możliwości magazynowania jej. Spadek dostawy cukru do mózgu powoduje znaczne zaburzenia w jego pracy, a nawet obumieranie. Proces destrukcyjny dotyka najszybciej kory mózgowej, a następnie hipokampu oraz innych struktur mózgu, co zagraża zdrowiu i życiu organizmu.
Bezpośrednią odpowiedzią organizmu jest zwiększenie przepływu krwi (adrenalina) i zwiększenie wchłaniania glukozy do tkanek.

## Leczenie
W przypadku hipoglikemii należy podać/przyjąć słodki napój (np. sok z cukrem, nie słodzikiem, naturalnie słodzony napój gazowany) lub glukozę (i popić), zaprzestać wysiłku i najlepiej się położyć, a następnie spożyć cukier złożony (np. banan, jogurt, kanapka, obiad (ziemniaki)).
Jeśli chory straci przytomność, należy ułożyć go w pozycji bocznej ustalonej, podać niezwłocznie glukagon w zastrzyku domięśniowym i wezwać pogotowie. Poprawa i odzyskanie przytomności powinno nastąpić w ciągu 0,5 godziny.
Podstawą leczenia jest usunięcie przyczyny. W wielu przypadkach można tego dokonać zachowawczo stosując odpowiednią dietę lub leki.
W przypadku lekkiej hipoglikemii podaje się choremu 10–20 g glukozy lub sacharozy doustnie w formie krystalicznej lub w roztworze, np. w postaci soku.
W przypadku ciężkiej hipoglikemii (utraty przytomności) podaje się 20% roztwór glukozy dożylnie (nie podaje się już 40% glukozy), a następnie wlew 10% roztworu glukozy.
Jeśli nie można podać dożylnie glukozy podaje się domięśniowo glukagon, a następnie po wybudzeniu doustnie glukozę. Należy jednak pamiętać, że podanie glukagonu jest nieskuteczne w przypadku wyczerpania zapasów glukozy w organizmie. Zastosowanie glukagonu przeciwwskazane jest w przypadku hipoglikemii wywołanej spożyciem alkoholu. Nie powinno się go ponadto podawać w przypadku hipoglikemii wywołanej przez doustne leki przeciwcukrzycowe, ponieważ może zwiększać wydzielanie insuliny endogennej.

## Reakcja organizmu – kontrregulacja
Organizm nie pozostaje obojętny na spadek poziomu glukozy we krwi – w zwykłych sytuacjach nie dopuszcza do hipoglikemii, poprzez dozowanie glukagonu. Jednak w przypadku znacznego spadku poziomu glukozy wyzwalanych jest wiele hormonów, które mają za zadanie podnieść stężenie glukozy we krwi. Szybkość ich działania jest jednak zróżnicowana, co powoduje efekt zwany „odbiciem”, czyli hiperglikemią nawet do dwunastu godzin po niedocukrzeniu.
- adrenalina – powoduje uwalnianie glukozy z glikogenu, aktywację produkcji cukru przez niektóre białka, wstrzymanie produkcji insuliny (u osób ze sprawną trzustką)

Adrenalina powoduje drżenie rąk, drgawki, przyspieszone bicie serca, drażliwość
- glukagon – uwalnia glukozę z glikogenu, aktywuje produkcję acetonu w wątrobie (stąd tzw. aceton głodowy)

- kortyzol – powoduje rozpad białek i tłuszczów, które mogą być użyte jako materiał energetyczny (proces zachodzi w wątrobie), zmniejsza zużycie glukozy w komórkach

- somatotropina (hormon wzrostu) – zmniejsza zużycie glukozy i powoduje rozpad białka. Działa powoli, więc to właśnie on powoduje następującą dopiero po wielu godzinach hiperglikemię.

## Klasyfikacja ICD10
| kod ICD10     | nazwa choroby                                     |
| ------------- | ------------------------------------------------- |
| ICD-10: E16   | Inne zaburzenia wydzielania wewnętrznego trzustki |
| ICD-10: E16.0 | Polekowa hipoglikemia bez śpiączki                |
| ICD-10: E16.1 | Inne hipoglikemie                                 |
| ICD-10: E16.2 | Hipoglikemia, nieokreślona                        |